# (85179) Meistereckhart
(85179) Meistereckhart (1990 TS11) – planetoida z pasa głównego asteroid okrążająca Słońce w ciągu 3,65 lat w średniej odległości 2,37 j.a. Odkryta 11 października 1990 roku.